# Beget
Beget est un village et une ancienne commune d'Espagne située à Camprodon, en Catalogne. Ses anciennes maisons et ses monuments en pierre (église, pont) en font un lieu touristique classé et protégé.

## Lieux et monuments
- Le vieux village ;
- L'église Sant Cristòfol ;
- Le pont du XIVe siècle ;
- Plusieurs fontaines anciennes.